# Navegar

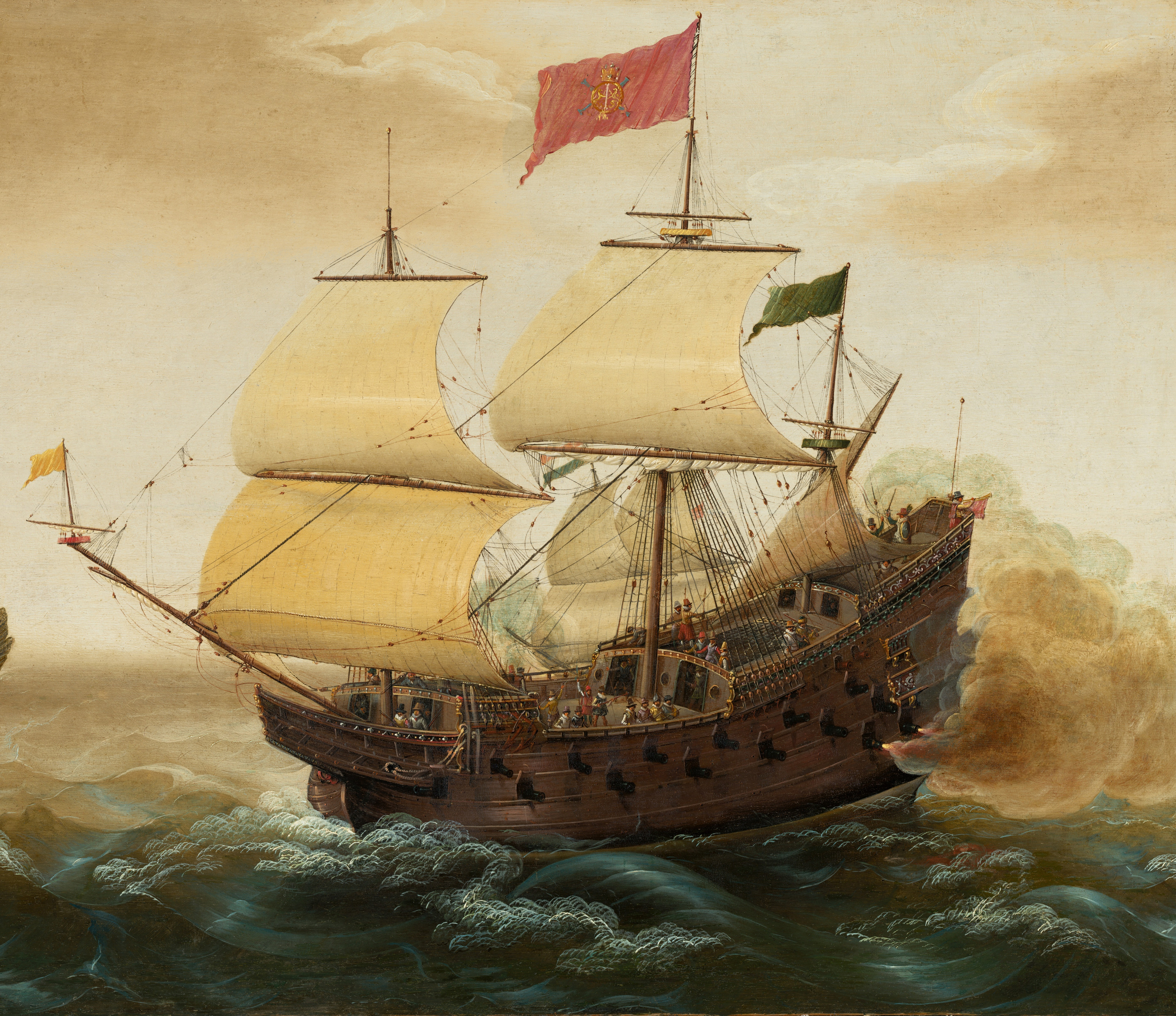
Galeón navegando

Se dice navegar a hacer viaje o andar por la tierra en naves y más particular o señaladamente por el mar.
En esta acepción son tantas las frases que admite, cuantos son los modos o disposiciones en que puede navegarse.

## Expresiones relacionadas
- navegar a toca paños, ceñir tanto el viento o navegar tan orzado que toquen o quieran flamear los paños de barlovento de las velas
- navegar en tantas cuartas
- navegar de bolina, que también se dice de bolina y orza, a punta de bolina y a la relinga, navegar ciñendo el viento
- navegar a un descuartelar, navegar a viento más largo que el de bolina o cerca de las siete cuartas
- navegar arribado, navegar en la dirección que forme con el viento un ángulo mayor que el de las seis cuartas de la bolina
- navegar abierto, navegar braceando el aparejo por sotavento o apartar la dirección de las vergas de la perpendicular de la quilla
- navegar a la cuadra, navegar a un largo de ocho cuartas o en una dirección perpendicular a la del viento que corre
- navegar a un largo, que asimismo se llama amollado o aventado
- navegar en popa, a popa o en popa cerrado, que igualmente se dice a dos puños, navegar en dieciséis cuartas o recibiendo el viento por la popa
- navegar con la mar
- navegar a oreja de mulo, navegación de un buque latino de dos palos que navega aen popa
- navegar a cuatro ostas
- navegar con viento escaso
- navegar con la escota al pie del palo, en los buques latinos, navegar en popa
- navegar contra el viento, marea o corriente
- navegar a son de costa, de playa, de marea, de viento
- navegar de la buena, de la mala vuelta
- navegar sobre el palo, ir de la mala vuelta
- navegar a papo de viento, llevar solo este bolso cuando la fuerza del viento no permite otra cosa
- navegar arrizado, navegar con los rizos tomados a las velas
- navegar antagallado
- navegar con los papahígos o en papahígos o sobre las mayores, llevar solo las dos velas mayores por no permitir otras la fuerza del viento
- navegar con las cuatro o las seis principales
- navegar sobre las gavias, llevar mareadas solamente las tres gavias
- navegar sobre tal aparejo, llevar solo el de que se trate
- navegar con todo aparejo, navegar a toda vela, navegar con todo trapo o a todo paño, llevar largas todas las velas
- navegar a vela llena, navegar con todo el aparejo en viento
- navegar a vela y remo
- navegar con la palamenta, llevar los remos armados y casi horizontales y perpendiculares al costado
- navegar en bandolas, navegar con aparejo provisional hasta llegar a puerto
- navegar de con todo
- navegar a remolque o a jorro
- navegar a la sirga
- navegar en lastre, no llevar más carga que el lastre
- navegar a la parte
- navegar a discreción, se dice del marinero que navegaba sin sueldo fijo sino por lo que su trabajo mereciese a juicio del patrón
- navegar al corso, navegación que se hace en busca de piratas y mercancías
- navegar en corso y mercancía, dotar a una embarcación mercante y cargada de género con artillería y gente correspondiente para que pueda defenderse en caso de ataque
- navegar en conserva, navegar en convoy, navegar en compañía con dos o más buques
- navegar  en pelotones, cuando los cuerpos o divisiones de una escuadra navegan sin formación alguna
- navegar por derrota y altura, dirigir la derrota del buque combinando la estima con la observación
- navegar por loxodromia, navegar por un rumbo oblicuo
- navegar  por un meridiano, navegar en dirección norte o sur o conservar la longitud aumentando o disminuyendo la latitud
- navegar por un paralelo, seguir la dirección este-oeste o conservar la misma latitud
- navegar entre golfos, navegación que se dirige entre dos golfos determinados
- navegar entre trópicos, navegar en la faja de mar que encierran los trópicos
- navegar en demanda de tierra
- navegar tierra a tierra o costa a costa, navegar con la costa en la mano, navegar en dirección paralela e inmediata a ella
- navegar aterrado
- navegar aconchado, navegar forzado del tiempo cerca de la costa y con riesgo de dar con ella
- navegar  franco, con viento ancho, navegar sin necesidad de llevar haladas las bolinas
- navegar sobre la costa o por la costa
- navegar al abrigo de la tierra, navegar en su inmediación cuando el viento así lo obliga
- navegar con la sonda en la mano, ir sondando muy a menudo en parajes no conocidos o de poco fondo
- navegar por tierra se dice cuando cumplida la estima o según la cuenta de esta, la derrota que se sigue, cae ya sobre tierra en la carta de marear.